# Don Toliver

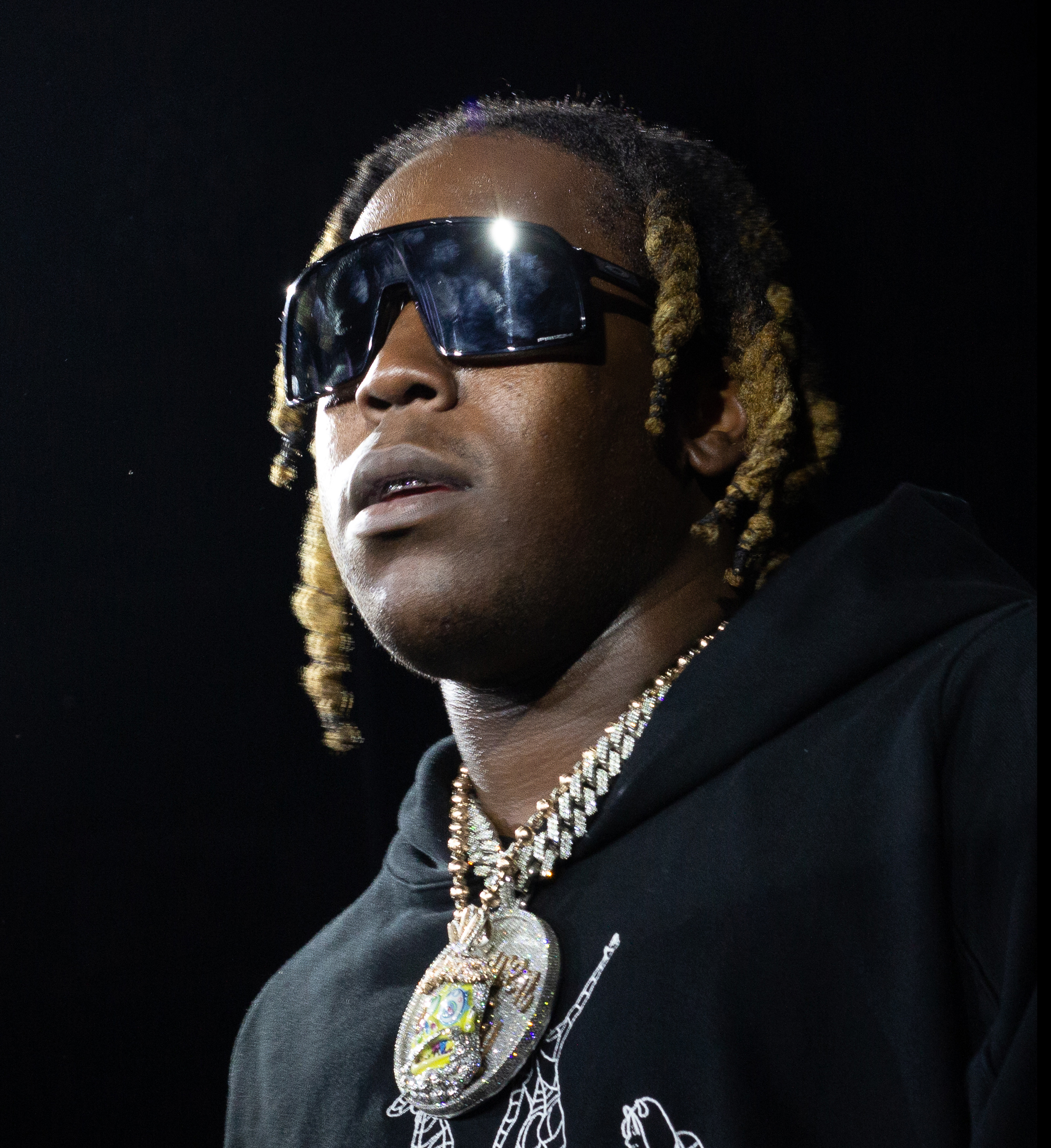
Don Toliver (2021)

Caleb Zackery Toliver (* 12. Juni 1994 in Houston, Texas), bekannt auch als Don Toliver, ist ein US-amerikanischer Rapper und Sänger. 2019 wurde er durch seinen Song No Idea und das Labelprojekt Jackboys bekannt.

## Biografie
Die erste Veröffentlichung von Don Toliver war im Mai 2017 das gemeinsam mit seinem Freund Yungjosh93 produzierte Mixtape Playa Familia. Aber erst mit seinen Solosongs I Gotta und Diva später im Jahr wurde er einer breiteren Öffentlichkeit bekannt und im Frühjahr 2018 nahmen ihn Atlantic Records unter Vertrag. Es erschienen weitere Singles und Anfang August das erste eigene Mixtape Donny Womack.
Gleichzeitig war der ebenfalls aus Houston stammende Rapper Travis Scott auf ihn aufmerksam geworden und er lud ihn ein, an seinem nächsten Album Astroworld mitzuwirken. Das ebenfalls Anfang August veröffentlichte Album erreichte internationale Topplatzierungen. Tolivers Feature-Single Can’t Say kam in den USA in die Top 40 und war einer von drei Platin-Songs aus dem Album. Außerdem nahm ihn Scott bei seinem eigenen Label Cactus Jack Records auf.
Nach seiner ersten Tour und mehreren Festivalauftritten hatte Don Toliver im Mai 2019 seinen ersten eigenen Erfolg mit dem Song No Idea, der ebenfalls Platinstatus erreichte und sich nicht nur in den USA, sondern in vielen weiteren Ländern in den Charts platzieren konnte. Zum Erfolg trug bei, dass es zu einer beliebten Untermalung bei über einer Million TikTok-Videos wurde. Dazu kamen weitere Kollaborationen mit Eminem auf dem Album Music to Be Murdered By und auf Navs Album Good Intentions sowie beim Labelprojekt Jackboys. Travis Scott nahm mit vier Mitgliedern seines Labels, darunter Toliver, das gleichnamige Album auf und erreichte damit Anfang 2020 Platz 1 der US-Charts und international zahlreiche Top-10-Platzierungen.
Daneben arbeitete Don Toliver an seinem eigenen Albumdebüt. Heaven or Hell erschien am 13. März 2020. Stilistisch liegt es zwischen Trap, R&B und Pop. Es stieg in den USA auf Platz 7 ein und war auch international ein Erfolg.
2022 konnte Toliver auf dem Album Heroes and Villains von Metro Boomin, Heroes and Villans einen großen Beitrag durch Songs wie Too Many Nights, I Can’t Save You (Interlude) und Around Me leisten. Der Song Too Many Nights konnte sogar in der ersten Woche auf Platz 22 der Billboard Hot 100 einsteigen.
Im Februar 2024 meldete Toliver sich mit der Single Bandit zurück, welche sich durch ein präsentes Sample von Tame Impala auszeichnet. Bandit diente gleichzeitig als erste Singleauskopplung des zeitnah angekündigten Albums HARDSTONE PSYCHO, welches sich nach Biker-orientiertem Musikstil ausrichtet. Das Genre des Albums kombiniert Rock, Trap und ordinären Hip-Hop. Vor dem offiziellen Release des Albums erschienen zwei weitere Singles: "Attitude", sowie "Deep In The Water". HARDSTONE PSYCHO, welches Gastauftritte von Kodak Black, Charlie Wilson, Cash Cobain, Travis Scott, Future, Metro Boomin, Teezo Touchdown, sowie Lil Uzi Vert und Yeat auf der Deluxe-Edition aufweist, erschien letztendlich am 21. Juni 2024 und erreichte zügig internationale Chartplatzierungen: Das Album erreichte den 3. Platz der Billboard Hot 200 und konnte sich u. a. auch in Deutschland durchsetzen.

## Diskografie
Studioalben

| Jahr | Titel                                                 | Höchstplatzierung, Gesamtwochen, AuszeichnungChartplatzierungen (Jahr, Titel, Platzierungen, Wochen, Auszeichnungen, Anmerkungen) | Höchstplatzierung, Gesamtwochen, AuszeichnungChartplatzierungen (Jahr, Titel, Platzierungen, Wochen, Auszeichnungen, Anmerkungen) | Höchstplatzierung, Gesamtwochen, AuszeichnungChartplatzierungen (Jahr, Titel, Platzierungen, Wochen, Auszeichnungen, Anmerkungen) | Höchstplatzierung, Gesamtwochen, AuszeichnungChartplatzierungen (Jahr, Titel, Platzierungen, Wochen, Auszeichnungen, Anmerkungen) | Höchstplatzierung, Gesamtwochen, AuszeichnungChartplatzierungen (Jahr, Titel, Platzierungen, Wochen, Auszeichnungen, Anmerkungen) | Anmerkungen                                                |
| Jahr | Titel                                                 | DE | AT | CH | UK | US | Anmerkungen                                                |
| ---- | ----------------------------------------------------- | --- | --- | --- | --- | --- | ---------------------------------------------------------- |
| 2020 | Heaven or Hell Cactus Jack / Atlantic Records (WMG)   | DE51 (2 Wo.)DE | AT23 (1 Wo.)AT | CH22 (1 Wo.)CH | UK16 Silber · (2 Wo.)UK | US7 Platin · (34 Wo.)US | Erstveröffentlichung: 13. März 2020 Verkäufe: + 1.165.000  |
| 2021 | Life of a Don Cactus Jack / Atlantic Records (WMG)    | DE32 (1 Wo.)DE | — | CH3 (2 Wo.)CH | UK26 (1 Wo.)UK | US2 (8 Wo.)US | Erstveröffentlichung: 8. Oktober 2021                      |
| 2023 | Love Sick Cactus Jack / Atlantic Records (WMG)        | DE42 (2 Wo.)DE | AT25 (2 Wo.)AT | CH12 (2 Wo.)CH | UK36 (2 Wo.)UK | US8 Gold · (19 Wo.)US | Erstveröffentlichung: 24. Februar 2023 Verkäufe: + 500.000 |
| 2024 | Hardstone Psycho Cactus Jack / Atlantic Records (WMG) | DE16 (3 Wo.)DE | AT11 (7 Wo.)AT | CH4 (8 Wo.)CH | UK27 (3 Wo.)UK | US3 Gold · (… Wo.)US | Erstveröffentlichung: 21. Juni 2024 Verkäufe: + 540.000    |